# Боливийский Красный Крест
Боливийский Красный Крест является одной из национальных организаций международного движения Красного Креста и Красного Полумесяца, был официально основан в Боливии 15 мая 1917 года. Штаб-квартира находится в Ла-Пасе.

## История
Скорая помощь армии (исп. Ambulancias del Ejército) была создана в результате Тихоокеанской войны (1879–1884), когда акушеркам было предложено организовать припасы и помочь раненым на войне. 20 января 1879 года в Такну прибыли девять монахинь из числа сестёр милосердия Святой Анны в Италии. Среди первых добровольцев были Ана М. де Даланс, Мария Н. Вда. де Меса и её дочь Мерседес Меса, Висента Паредес Миер, Андреа Риоха де Бильбао и Игнасия Себальос Таборга. Во время правления президента Илариона Дасы один из его министров, полномочный министр Боливии в Испании Томас Фриас, 16 октября 1879 года инициировал организацию Красного Креста Боливии и согласился, чтобы организация придерживалась положений Женевской конвенции 1864 года. Доктор Зенон Даленс был назначен руководителем службы и разработал правила для создания полевых госпиталей. Даленс назначил Висенту Паредес Миер инспектором полевой кухни и назначил Росауру Родригес официальным поваром. Андреа Бильбао была первой медсестрой, которая носила эмблему Красного Креста в бою, но Игнасия Себальос, которую назвали «матерью солдат», была инициатором сестринского дела Красного Креста.
Официальное учреждение организации произошло 15 мая 1917 года, когда группа учительниц женского лицея (исп. La Liceo de señoritas) в Ла-Пасе под руководством профессора Хуана Мануэля Балькасара основала Красный Крест Боливии как волонтёрскую организацию для сотрудничества со Службой общественного здравоохранения и армией и разработала устав для организации. В следующем году была создана Школа медицинских сестёр Красного Креста. Признание Боливийского Красного Креста Международным комитетом Красного Креста произошло 10 января 1923 года, и организация стала 50-м национальным обществом федерации, когда 22 января 1923 года присоединилась к Международной федерации обществ Красного Креста и Красного Полумесяца. В 1963 году Боливийский Красный Крест получил высшую национальную награду, когда правительство наградило его Орденом Кондора Анд.